# Гватемала (град)
Град Гватемала (шп. Ciudad de Guatemala, званично La Nueva Guatemala de la Asunción) је главни град средњоамеричке државе Гватемала, и најнасељеније урбано подручје у Централној Америци. Град се налази у јужном централном делу земље, смештен у планинској долини званој Ермита (енгл. Hermitage Valley). Он је главни град општине Гватемала и департмана Гватемала.
Године 1847, Гватемала се прогласила независном републиком, са главним градом Гватемала. Град се првобитно налазио на територији данашње Антигве Гватемале, а премештен је на своју садашњу локацију 1777.

## Географија
Град се налази на надморској висини од 1533 метра.

### Клима
Просечни годишњи температурни распони у граду су 22—28 °C (71,6—82,4 °F) током дана и 12—17 °C (53,6—62,6 °F) ноћу; његова просечна релативна влажност је 82% ујутру и 58% увече; а његова просечна тачка росе је 16 °C (60,8 °F).
| Клима Гватемала ситија (1990-2011)                                                | Клима Гватемала ситија (1990-2011) | Клима Гватемала ситија (1990-2011) | Клима Гватемала ситија (1990-2011) | Клима Гватемала ситија (1990-2011) | Клима Гватемала ситија (1990-2011) | Клима Гватемала ситија (1990-2011) | Клима Гватемала ситија (1990-2011) | Клима Гватемала ситија (1990-2011) | Клима Гватемала ситија (1990-2011) | Клима Гватемала ситија (1990-2011) | Клима Гватемала ситија (1990-2011) | Клима Гватемала ситија (1990-2011) | Клима Гватемала ситија (1990-2011) |
| Показатељ \ Месец                                                                 | .Јан.                              | .Феб.                              | .Мар.                              | .Апр.                              | .Мај.                              | .Јун.                              | .Јул.                              | .Авг.                              | .Сеп.                              | .Окт.                              | .Нов.                              | .Дец.                              | .Год.                              |
| --------------------------------------------------------------------------------- | ---------------------------------- | ---------------------------------- | ---------------------------------- | ---------------------------------- | ---------------------------------- | ---------------------------------- | ---------------------------------- | ---------------------------------- | ---------------------------------- | ---------------------------------- | ---------------------------------- | ---------------------------------- | ---------------------------------- |
| Апсолутни максимум, °C (°F)                                                       | 30,0 (86)                          | 32,1 (89,8)                        | 32,0 (89,6)                        | 33,9 (93)                          | 33,9 (93)                          | 31,2 (88,2)                        | 29,1 (84,4)                        | 30,2 (86,4)                        | 29,8 (85,6)                        | 28,6 (83,5)                        | 29,9 (85,8)                        | 28,8 (83,8)                        | 33,9 (93)                          |
| Максимум, °C (°F)                                                                 | 24,3 (75,7)                        | 25,8 (78,4)                        | 26,8 (80,2)                        | 27,8 (82)                          | 27,1 (80,8)                        | 25,8 (78,4)                        | 25,4 (77,7)                        | 25,5 (77,9)                        | 25,1 (77,2)                        | 24,7 (76,5)                        | 24,2 (75,6)                        | 23,9 (75)                          | 25,5 (77,9)                        |
| Просек, °C (°F)                                                                   | 18,7 (65,7)                        | 19,7 (67,5)                        | 20,7 (69,3)                        | 21,9 (71,4)                        | 21,9 (71,4)                        | 21,3 (70,3)                        | 20,8 (69,4)                        | 21,0 (69,8)                        | 20,7 (69,3)                        | 20,3 (68,5)                        | 19,4 (66,9)                        | 18,8 (65,8)                        | 20,4 (68,7)                        |
| Минимум, °C (°F)                                                                  | 13,2 (55,8)                        | 13,6 (56,5)                        | 14,6 (58,3)                        | 16,0 (60,8)                        | 16,8 (62,2)                        | 16,8 (62,2)                        | 16,3 (61,3)                        | 16,5 (61,7)                        | 16,4 (61,5)                        | 16,0 (60,8)                        | 14,7 (58,5)                        | 13,7 (56,7)                        | 15,4 (59,7)                        |
| Апсолутни минимум, °C (°F)                                                        | 6,0 (42,8)                         | 7,8 (46)                           | 8,4 (47,1)                         | 8,6 (47,5)                         | 12,3 (54,1)                        | 11,2 (52,2)                        | 12,1 (53,8)                        | 13,5 (56,3)                        | 13,0 (55,4)                        | 11,4 (52,5)                        | 9,4 (48,9)                         | 7,6 (45,7)                         | 6,0 (42,8)                         |
| Количина кише, mm (in)                                                            | 2,8 (0,11)                         | 5,4 (0,213)                        | 6,0 (0,236)                        | 31,0 (1,22)                        | 128,9 (5,075)                      | 271,8 (10,701)                     | 202,6 (7,976)                      | 202,7 (7,98)                       | 236,6 (9,315)                      | 131,6 (5,181)                      | 48,8 (1,921)                       | 6,6 (0,26)                         | 1.274,8 (50,188)                   |
| Дани са кишом                                                                     | 1,68                               | 1,45                               | 2,00                               | 4,73                               | 12,36                              | 21,14                              | 18,59                              | 19,04                              | 20,82                              | 14,59                              | 6,18                               | 2,64                               | 125,22                             |
| Релативна влажност, %                                                             | 74,3                               | 73,4                               | 73,2                               | 74,3                               | 77,3                               | 82,4                               | 80,8                               | 80,9                               | 84,5                               | 82,0                               | 79,2                               | 76,0                               | 77,8                               |
| Сунчани сати — месечни просек                                                     | 248,4                              | 236,2                              | 245,6                              | 237,9                              | 184,4                              | 155,3                              | 183,4                              | 191,8                              | 159,0                              | 178,0                              | 211,7                              | 209,2                              | 2.440,9                            |
| Извор: Instituto Nacional de Sismologia, Vulcanologia, Meteorologia, e Hidrologia |                                    |                                    |                                    |                                    |                                    |                                    |                                    |                                    |                                    |                                    |                                    |                                    |                                    |

## Историја
Најстарије насеље на овом месту је основао народ Маја пре више од 2000 година. Human settlement on the present site of Guatemala City began with the Maya, who built a large ceremonial center at Kaminaljuyu. This large Maya settlement, the biggest outside the Maya lowlands in the Yucatan Peninsula, rose to prominence around 300 BC due to an increase in mining and trading of obsidian, a valuable commodity for pre-Columbian civilizations in Mesoamerica. Kaminaljuyu then collapsed for unknown causes around 300 AD.
Рушевине утврђења (Каминаљују) могу се видети у центру града. За време шпанске колонијалне власти ту је 1620. око манастира Ел Кармен (El Carmen) почео да се развија мали град. Када је стара престоница Антигва Гватемала тешко страдала у земљотресу 26. јула 1773, Град Гватемала је 27. септембра 1775. проглашен за нову престоницу шпанских колонија у Средњој Америци. 
Данас у Граду Гватемали живи око 3 милиона становника и то је највећи град Гватемале и целе Средње Америке (не рачунајући Мексико).

## Становништво
Процењује се да је популација самог Гватемала Ситија око 1 милион,, док његово урбано подручје насељава скоро 3 милиона људи. Пораст градске популације био је снажан, подстакнут масовном миграцијом Гватемалаца из руралних залеђа у највећу и најживљу регионалну економију у Гватемали. Становници Гватемала Ситија су изузетно разнолики с обзиром на величину града, а најбројнији су становници Шпанског и Местиза порекла. Град Гватемала такође има значајну аутохтону популацију, подељену између 23 различите групе Маја присутне у Гватемали. Бројни језици Маја сада се говоре у одређеним четвртима града Гватемале, што град чини језички богатим подручјем. Странци и страни имигранти чине последњу посебну групу становника града Гватемале. Они представљају веома малу мањину међу становницима града.
Због масовне миграције из осиромашених руралних области које су погођене политичком нестабилношћу, величина популацје града Гватемале је експлодирала од 1970-их, озбиљно оптерећујући постојећу бирократску и физичку инфраструктуру града. Као резултат тога, хроничне саобраћајне гужве, несташица безбедне воде за пиће у неким деловима града и изненадни и дуготрајни пораст криминала постали су вишегодишњи проблеми. Инфраструктура, иако наставља да расте и унапређује се у неким областима, заостаје у односу на све већи број руралних миграната, који имају тенденцију да буду сиромашнији.

## Партнерски градови
- Тајпеј
- Сан Хосе
- Тегусигалпа
- Juliaca
- Мексико Сити
- Мадрид
- Санта Круз де Тенерифе
- Санто Доминго
- Кфар Сава